# Bildkonst i Israel
Bildkonst i Israel syftar på konst som skapades först i regionen Palestina, från senare delen av 1800-talet fram till 1948, och därefter i Israel och de ockuperade palestinska områdena av israeliska konstnärer. Bildkonst i Israel omfattar ett brett spektrum av tekniker, stilar och teman som speglar en dialog med judisk konst genom tiderna och försök att formulera en nationell identitet. 

## Skissera
I 1800-talets Palestina var dekorativ konst dominerande och begränsades till stor del till religiösa och Heliga Land-relaterade ämnen för att tillgodose behoven hos besökare och lokalbefolkningen. Måleri höll sig vanligtvis inom orientalismens ramar och tidig fotografi tenderade att imitera det.
I början av 1900-talet öppnade Boris Shatz konstskola i Bezalel sina dörrar i Jerusalem. På den tiden predikade skolan hantverksarbeten inspirerade av orientalism och jugend.
På 1920-talet bosatte sig många judiska målare som flydde från pogromer i Europa i Tel Aviv.  År 1925 invandrade Yitzhak Frenkel / Alexandre Frenel, ansedd som den moderna israeliska konstens fader. Han förde inflytandet från Parisskolan till Palestina ; undervisning och mentorskap för många stora framväxande konstnärer i den begynnande delstaten Tel Aviv  . Detta ledde till Tel Avivs framträdande framträdande inom konsten jämfört med Jerusalem.
Tillsammans med andra konstnärer ledde han också rörelsen av israeliska konstnärer till konstnärskvarteren i Safed, vilket ledde till en guldålder av konst i staden under 1950-, 1960- och 1970-talen.  .